# 大町町
大町町（日语：／ Ōmachi chō */?）是位於日本佐賀縣中部的城鎮，屬杵島郡。

## 历史
1910年發現大町礦山後，在1929年設立杵島煤礦，帶動地區的發展，並在1941年達到最繁榮的時期，人口高達24,000人；但在1969年杵島煤礦停止開採後，人口開始外流並減少。

### 沿革
- 1889年4月1日：實施町村制，大町村與福母村合併為新設立的大町村。[1]
- 1936年1月1日：改制為大町町。

## 交通

### 鐵路
- 九州旅客鐵道
  - 佐世保線：大町車站

## 教育

### 高等學校
- 佐賀縣立杵島商業高等學校

## 姊妹、友好都市

### 海外
- 艾倫代爾（英语：Allendale, New Jersey） （美國新泽西州）：於1996年締結為友好都市

## 外部連結
- （日語） 大町町商工會（页面存档备份，存于）